# Cruz Cubierta (Jérica)

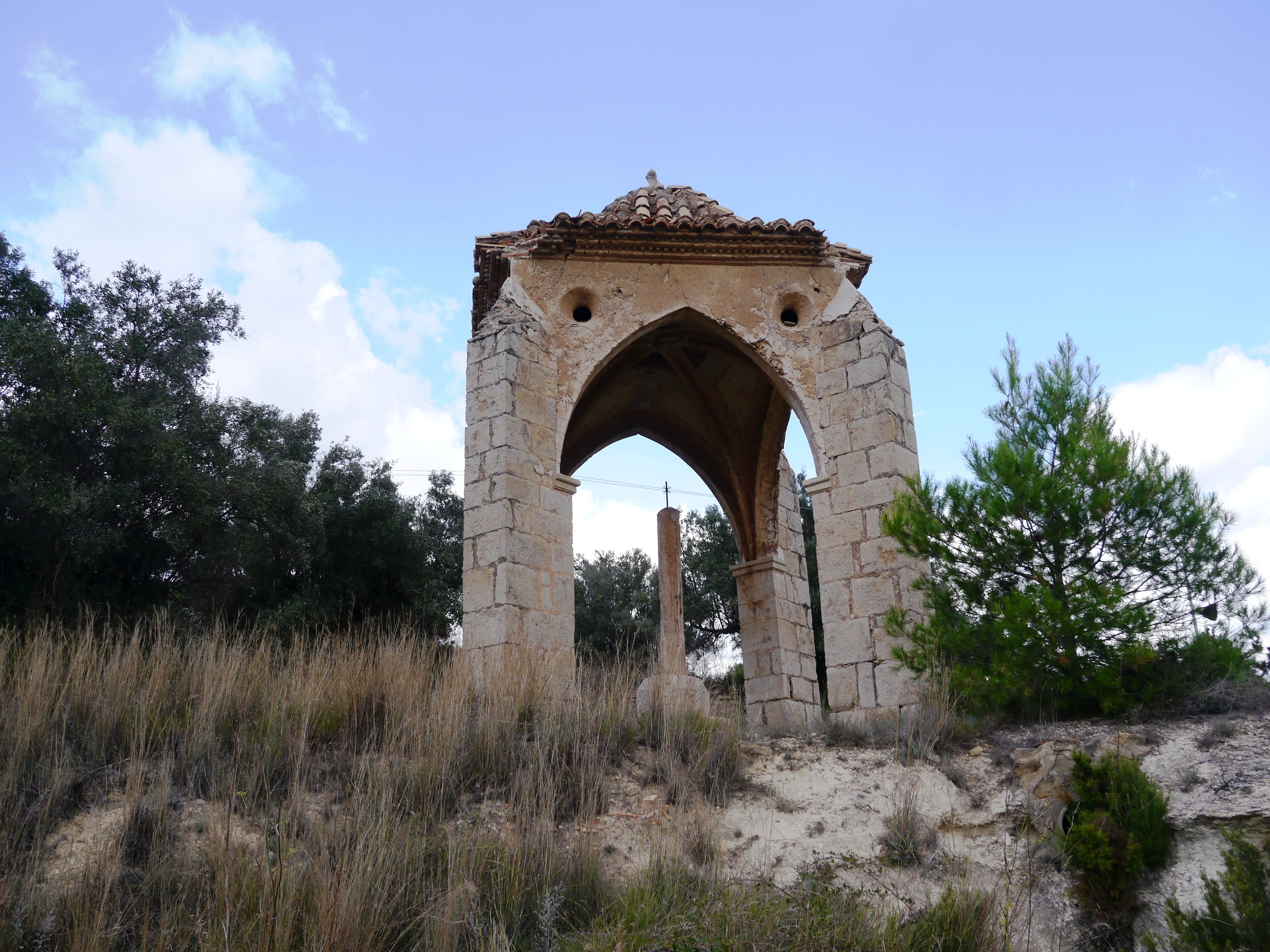
Cruz Cubierta de Jérica.

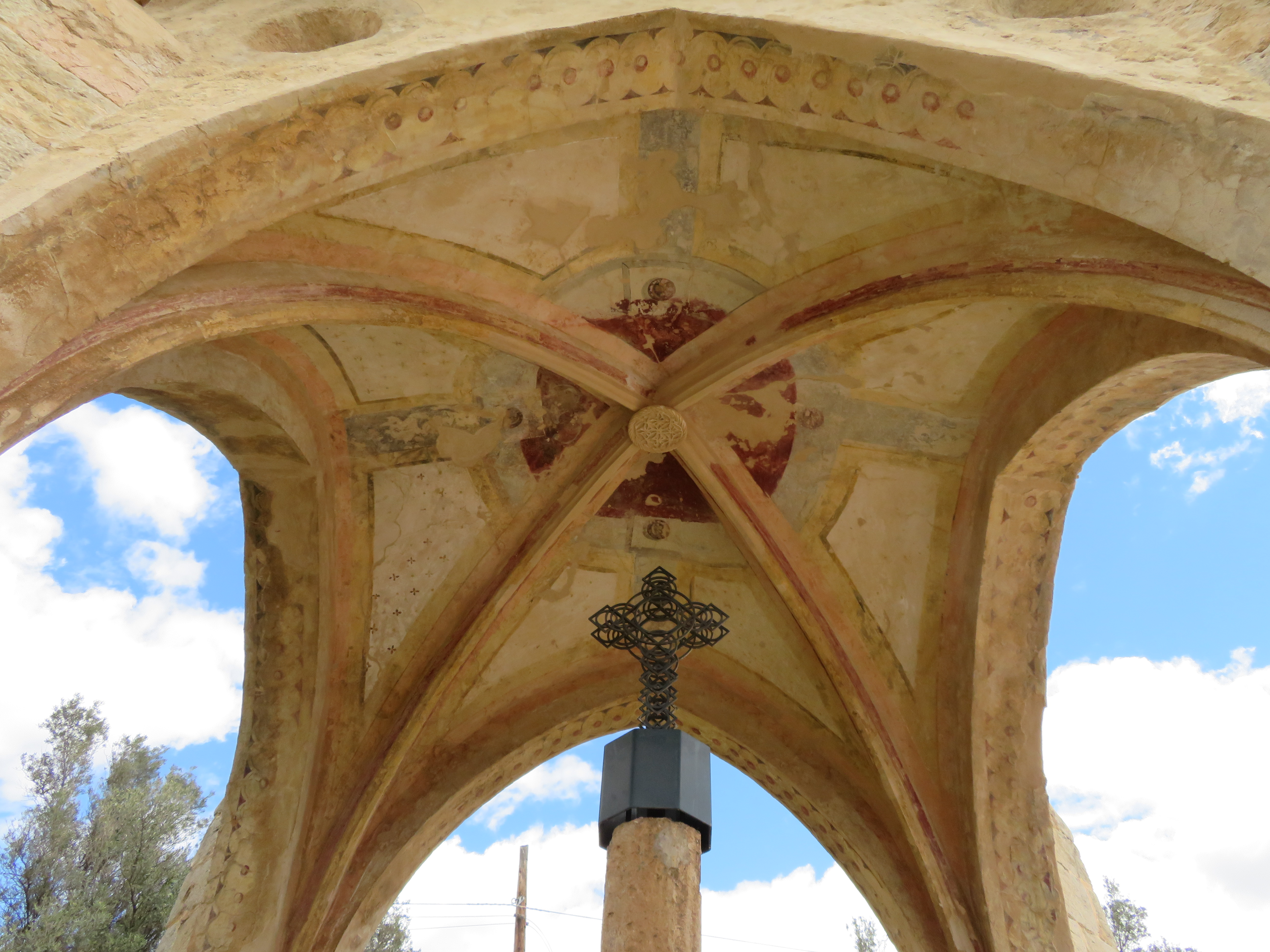
Cruz Cubierta de Jérica

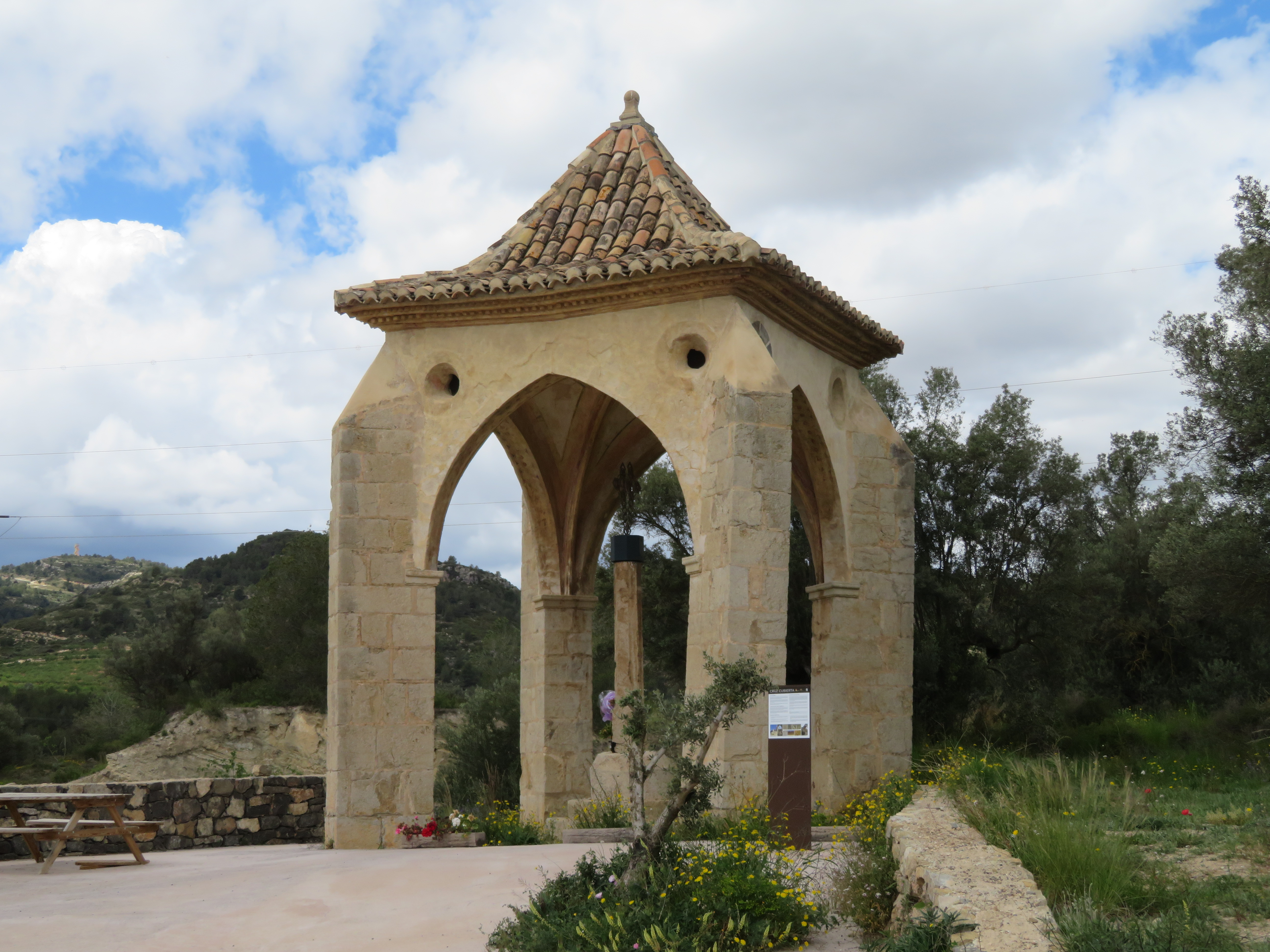
Cruz Cubierta de Jérica

La Cruz Cubierta de Jérica, en la comarca del Alto Palancia, provincia de Castellón, España,  es un monumento catalogado como Bien de Interés Cultural, según consta en la Dirección General de Patrimonio Artístico de la Generalidad Valenciana, con código identificador 12.07.071-015, no contando con anotación ministerial.

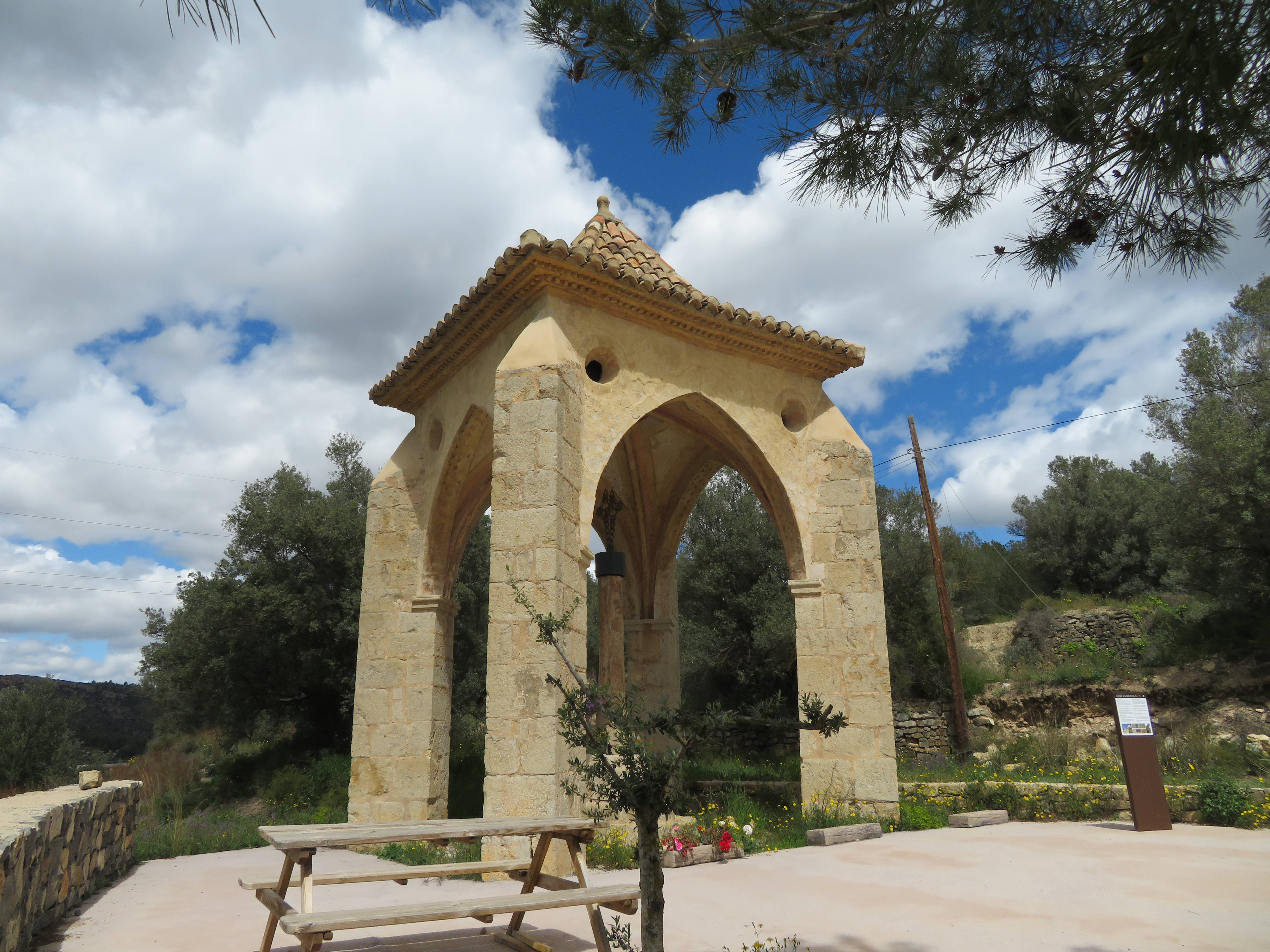
Cruz Cubierta de Jérica.

La cruz, que es un ejemplo de cruz de término se encuentra en  el kilómetro 40 de la carretera nacional N-234, y está datada en 1511.
Se data su construcción en el siglo XVI, cuando Lope Arecho, decidió costear la construcción de la cruz de término en 1511. En un primer momento se trataba de la cruz únicamente, y se le conocía con el nombre de  “Cruz de Peirón”.  Pero, quizás por las lluvias y nieves de la  zona que podían estropear la obra escultórica, se procedió, en 1550 a construirle un tejado. De este modo, podemos describirla como un monumento formado por los cuatro pilares estribados fabricados con  sillares, que presenta unas impostas de las cuales  parten cuatro arcos ojivales.
Por la parte interior de la techumbre se puede contemplar una bóveda nervada, de crucería simple, decorada con pinturas. La parte exterior, cubierta con tejas árabes vidriadas, presenta cuatro aguas.
Pese a que ya fue reformada en el siglo XVIII, la dejadez y falta de mantenimiento hacen que actualmente se encuentre en un preocupante estado de conservación que pone en peligro su viabilidad estructural.